# Eduardo Arancibia
Eduardo Daniel Arancibia Unger (Santiago, Chile, 2 de julio de 1976) es un exfutbolista chileno.  Jugaba de centrocampista y atacante. Es hermano de los exfutbolistas Franz, Leopoldo y Roque Arancibia.

## Clubes
| Club                      | País   | Año       |
| ------------------------- | ------ | --------- |
| Universidad de Chile      | Chile  | 1996-2000 |
| Atlas                     | México | 2000      |
| Universidad de Chile      | Chile  | 2001      |
| León                      | México | 2001      |
| Universidad Católica      | Chile  | 2002      |
| Unión Española            | Chile  | 2003-2004 |
| Cobreloa                  | Chile  | 2004      |
| Rangers de Talca          | Chile  | 2005      |
| Universidad de Concepción | Chile  | 2006-2007 |
| Deportes Antofagasta      | Chile  | 2007-2008 |
| Santiago Morning          | Chile  | 2008-2009 |
| San Luis                  | Chile  | 2009      |

## Palmarés

### Campeonatos nacionales
| Título           | Club                 | País  | Año    |
| ---------------- | -------------------- | ----- | ------ |
| Copa Chile       | Universidad de Chile | Chile | 1998   |
| Primera División | Universidad de Chile | Chile | 1999   |
| Primera División | Universidad Católica | Chile | 2002-A |
| Primera División | Cobreloa             | Chile | 2004-C |

| Distinción                                        | Año  |
| ------------------------------------------------- | ---- |
| Equipo ideal del Torneo Apertura, Revista Triunfo | 2002 |